# Ascra

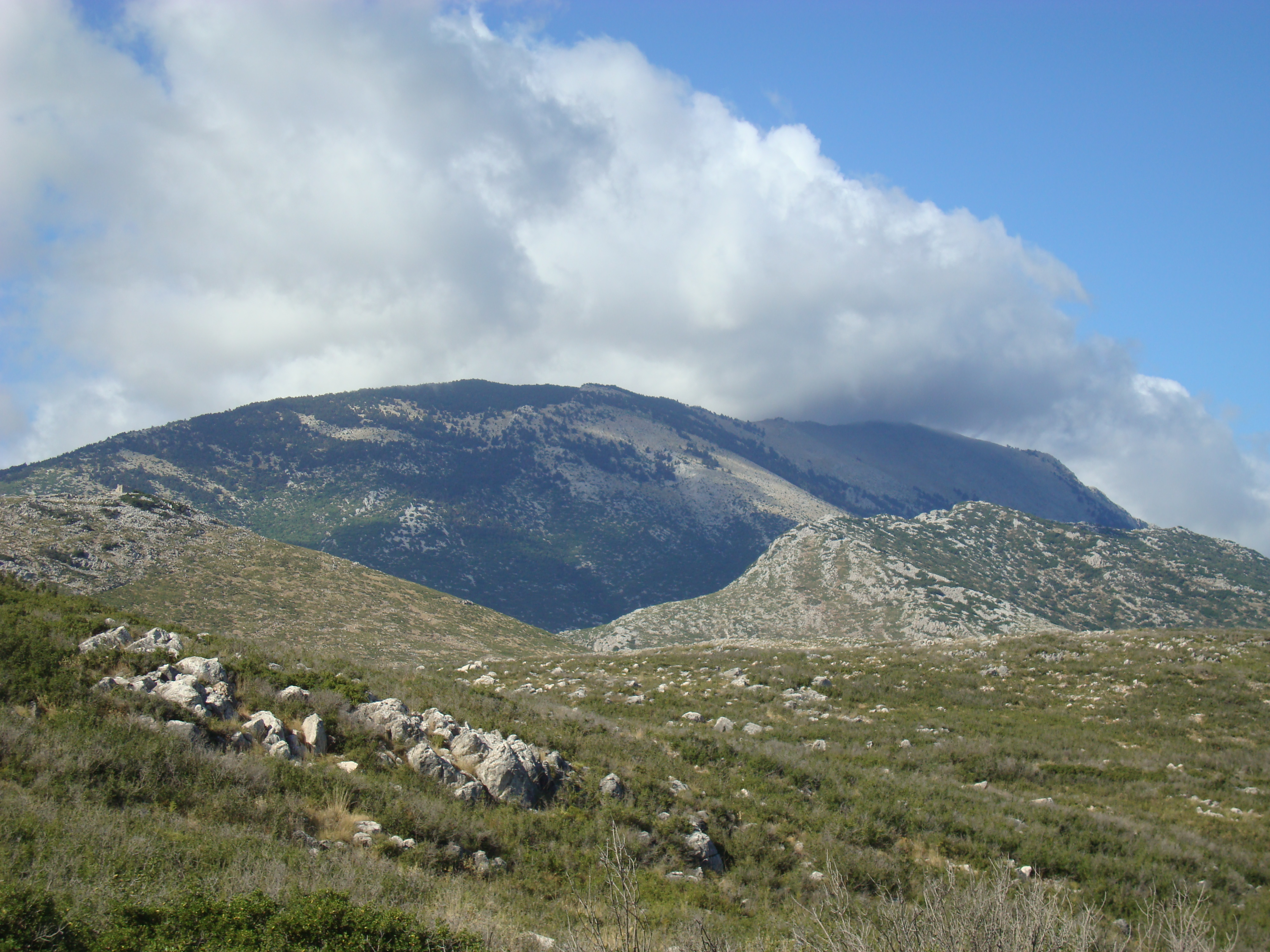
Monte Hélicon, sobre o qual se localizava a cidade de Ascra.

Ascra (em grego:  Ἄσκρη, transl. Áskrē) foi uma cidade antiga na região da Beócia, na Grécia Antiga, célebre por ser a terra natal do poeta Hesíodo Localizava-se sobre o Monte Hélicon, cinco milhas a oeste de Téspias. De acordo com uma obra poética já perdida, Atthis, de autoria de Hegesino, uma donzela chamada Ascra teria tido relações sexuais com Posídon e parido um filho de nome Ecleu que, juntamente com os Aloídas, teria fundado a cidade e dado a ela o nome de sua mãe. Em Os Trabalhos e os Dias, Hesíodo afirma que a pobreza teria motivado seu pai a sair da Cime eólia, apenas para que ele se visse numa cidade ainda mais desagradável:
| νάσσατο δ' ἄγχ' Ἑλικῶνος ὀιζυρῆι ἐνὶ κώμηι Ἄσκρηι, χεῖμα κακῆι, θέρει ἀργαλέηι, οὐδέ ποτ' ἐσθλῆι. | Fixou-se numa aldeia miserável próxima ao Hélicon, Ascra, vil no inverno, sofrível no verão, nunca aprazível. |

O astrônomo Eudoxo, do século IV a.C., tinha uma opinião ainda mais desfavorável sobre o clima de Ascra, e na altura em que escreveu sobre ela a cidade já havia sido destruída - uma perda comemorada por um poema helenístico igualmente perdido, que se iniciava com as seguintes palavras: "De Ascra não resta mais nem mesmo rastro" (em grego:  Ἄσκρης μὲν οὐκέτ' ἐστὶν οὐδ' ἴχνος). Isto, aparentemente, era uma hipérbole, pois no segundo século d.C. o geógrafo Pausânias mencionava a existência de uma torre no local (embora em meio a pouco mais que isto).